# Сванский язык
Сва́нский язы́к (самоназвание — ლუშნუ ნინ [ˈɫuʃnu nin]) — язык сванов, единственный из севернокартвельских языков.

## География
Распространён на северо-западе Грузии, в Местийском и Лентехском районах, объединяемых в историческую область Сванети; с начала XX века до 2008 года — также в Кодорском ущелье Гульрипшского района Абхазии. Общее число говорящих — около 15 тысяч человек (в настоящее время практически все в Сванети, до 2008 года около 2 тысяч человек жило в Верхней Абхазии).

## Описание
Подразделяется на четыре диалекта: верхнебальский и нижнебальский (в Местийском районе и Кодорском ущелье), лашхский и лентехский (в Лентехском районе).
В сванском языке много заимствований из грузинского и мегрельского языков.

## Письменность

Распространение языков картвельской семьи

В лингвистических целях для записи сванского языка  применяются грузинское письмо и латиница. Попытки создания письменности для этого языка предпринимались в XIX и XXI веках. Так, в 1864 году была выпущена сванская азбука на кириллице, но использованный в ней алфавит не прижился:
| а | б | в | г | ҕ | д | е | ж | ђ | з | ӡ | h |
| i | ӄ | л | м | н | о | п | ҧ | q | р | с | т |
| ꚋ | у | х | х́ | ц | წ | ч | ჭ | ш | ѵ |   |   |

Сванский алфавит на грузинской графической основе содержит следующие знаки:
| ა | ა̈ | ა̄ | ა̄̈ | ბ | გ | დ | ე | ე̄ | ზ | თ | ი |
| ი̄ | კ | ლ | მ | ნ | ჲ | ო | ო̈ | ო̄ | ო̄̈ | პ | ჟ |
| რ | ს | ტ | უ | უ̈ | უ̄ | უ̄̈ | უ̂ | ფ | ქ | ღ | ყ |
| შ | ჩ | ც | ძ | წ | ჭ | ხ | ჴ | ჯ | ჷ | ჷ̄ |   |

### Словари
- Сванетскiй языкъ // Кавказскiй толмачъ (Переводчикъ съ русскаго на главнѣйшiе кавказскiе языки) / Составилъ А. В. Старчевскiй. — СПб.: Типографiя И. Н. Скороходова, 1891. — С. 107—127.
- Нижарадзе И. И. Русско-сванскiй словарь // СМОМПК. — Тифлисъ, 1910. — Вып. 41. — С. 1—520.
- Дондуа К. Д. Сванско-грузинско-русский словарь (Лашхский диалект). — Тбилиси, 2001.